# Palazzo del Credito Italiano
O Palazzo del Credito Italiano é um edifício histórico em Milão na Itália.

## História
O edifício, projetado pelo arquiteto italiano Luigi Broggi, foi concluido em 1901 e inaugurado em 25 de agosto de 1902. Acolheu a sede do grupo bancário italiano UniCredit até que os seus escritórios foram transferidos para a recém-construída Torre UniCredit em 2013.

## Descrição
O edifício está situado na Piazza Cordusio, uma importante praça no centro de Milão, e é adjacente ao prédio dos Magazzini Contratti. Apresenta uma fachada côncava que se adapta à forma elíptica da praça.